# Rahel (Einheit)
Die Rahel, auch Rachel, war ein Wiener Flächenmaß und fand bei der Vermessung von Weingärten und Weinbergen seine spezielle Anwendung.
Das als kleine oder gewöhnliche Rahel benannte Maß war
- 1 Rahel/Rachel = 1 Achtel = 400 Quadratklafter = 14,38936 Ar

Der große Rahel hatte 600 Quadratklafter oder 21,58404 Ar
- 2 Rahel = ¼ Weingarten =  ½ Joch = 12 Pfund[1]

Das Pfund hatte hier die Bedeutung von 66 ⅔ Quadratklafter oder 1/24 Joch, was 2,398227 Ar entsprach.
- 6 Pfund hatte die kleine und 9 Pfund die große Rahel